# Amanda Peet
Amanda Peet (ur. 11 stycznia 1972 w Nowym Jorku) – amerykańska aktorka filmowa i telewizyjna.

## Życiorys

### Wczesne lata
Urodziła się w Nowym Jorku jako córka pracownicy socjalnej Penny Levy i prawnika Charlesa Peeta. Jej matka była Żydówką, natomiast ojciec kwakrem. Kiedy miała trzy lata, podczas przedstawienia teatralnego, wyrwała się rodzicom i weszła na scenę. Ukończyła prywatną Friends Seminary High School, prowadzoną przez kwakrów Friends Seminary na nowojorskim Manhattanie, a potem w 1994 ukończyła studia na wydziale historii na Columbia University. Za namową jednego z jej wykładowców zapisała się do studenckiego teatru. Po ukończeniu studiów, uczyła się aktorstwa u Uty Hagen. Dorabiała jako sprzedawca hamburgerów w knajpie w stylu lat 50.

### Kariera
Występowała na scenie off-Broadwayu w sztuce Clifforda Odetsa Zbudź się i śpiewaj (Awake and Sing). Zadebiutowała na dużym ekranie, w filmie sensacyjnym sci-fi Zwierzęcy pokój (Animal Room, 1995) u boku Matthew Lillarda. Niebawem pojawiła się w serialu NBC Prawo i porządek (Law & Order, 1995), operach mydlanych – ABC Tylko jedno życie (One Life to Live, 1995) jako Layle i CBS Central Park West (1996) w roli Robyn Gainer oraz sitcomie NBC Kroniki Seinfelda (1997) jako kelnerka Lanette. 
Zdobyła sympatię telewidzów rolą Jacqueline 'Jack' Barrett w serialu Warner Bros. Jack i Jill (Jack & Jill, 1999-2001) tworząc duet z Ivanem Sergei. W 2000 w Hollywood w The Knitting Factory w Los Angeles była nominowana do Teen Choice Awards.
W komedii Jak ugryźć 10 milionów (The Whole Nine Yards, 2000) i sequelu Jak ugryźć 10 milionów 2 (The Whole Ten Yards, 2004) z Bruce'em Willisem i Matthew Perrym zagrała postać znudzonej higienistki dentystycznej, która marzy o karierze płatnej zabójczyni. W komedii romantycznej Uziemieni (Whipped, 2000) wystąpiła w roli zimnej podrywaczki. W komedii Twarda laska (Saving Silverman, 2001) grała piękną i wyrachowaną Judith 'Judy' Fessbeggler. W komediodramacie Woody'ego Allena o nowoczesnych mieszczuchach Melinda i Melinda (Melinda and Melinda, 2004) pojawiła się w niewielkiej roli Susan. 
Rola Emily Friehl, ukochanej Olivera (Ashton Kutcher) w komediodramacie romantycznym Zupełnie jak miłość (A Lot Like Love, 2005) przyniosła jej nominację do nagrody Teen Choice. Zasłynęła kreacją żony analityka finansowego w dreszczowcu Syriana (2005) z George'em Clooneyem i Mattem Damonem. Za postać Jordan McDeere, dyrektor stacji ds. programowych w serialu NBC Studio 60 (2006–2007) otrzymała w 2006 nominację do nagrody Satelity. W 2010 została uhonorowana Robert Altman Award podczas Independent Spirit Awards jako Mary w czarnej komedii Daj, proszę (Please Give, 2010).

## Życie prywatne
30 września 2006 poślubiła scenarzystę Davida Benioffa. Mają dwie córki – Frances Pen Friedman (ur. 20 lutego 2007) i Molly June (ur. 19 kwietnia 2010) oraz syna Henry'ego (ur. 6 grudnia 2014).

## Filmy
- 1999: Body Shots jako Jane Bannister
- 2000: Jak ugryźć 10 milionów (The Whole Nine Yards) jako Jill St. Claire
- 2000: Uziemieni (Whipped) jako Mia
- 2003: Tożsamość (Identity) jako Paris
- 2003: Lepiej późno niż później (Something’s Gotta Give) jako Marin Barry
- 2005: Zupełnie jak miłość (A Lot Like Love) jako Emily
- 2005: Syriana jako Julie Woodman
- 2006: Miłość bez końca (Griffin & Phoenix) jako Phoenix
- 2007: Chłopiec z Marsa (Martian Child) jako Harlee
- 2008: Z Archiwum X: Chcę wierzyć[5] jako ASAC Dakota Whitney
- 2008: Co cię nie zabije (What Doesn’t Kill You) jako Stacy Reilly
- 2009: 2012 jako Kate
- 2009: Terra (Battle for Terra) jako Maria Montez
- 2010: Podróże Guliwera (Gulliver's Travels) jako Darcy Silverman
- 2010: Daj, proszę (Please Give) jako Mary
- 2013: Najlepsze najgorsze wakacje (The Way Way Back) jako Joan
- 2013: Złodziej tożsamości (Identity Thief) jako Trish Patterson
- 2015 Sypiając z innymi (Sleeping with Other People) jako Paula

## Seriale TV
- 1995: Prawo i porządek jako Leslie Harlan
- 1995: Tylko jedno życie jako Layle
- 1996: Ostatni do wzięcia jako Kathy
- 1996: Central Park West jako Robyn Gainer
- 1997: Spin City jako Shelly McCory
- 1997: Kroniki Seinfelda jako Lanette
- 1999-2001: Jack i Jill jako Jacqueline 'Jack' Barrett
- 2006-2007: Studio 60 jako Jordan McDeere
- 2010: Jak poznałem waszą matkę jako Jenkins
- 2011: Bent jako Alex Meyers
- 2012–2013: Żona idealna jako Laura Hellinger
- 2015–2016: Bliskość jako Tina Morris
- 2018: The Romanoffs jako Julia Wells